# Ашар (озеро)
Ашар — высокогорное озеро Франции, регион Овернь — Рона — Альпы. Расположено в Альпах на юге горной цепи Бэльдон. Вблизи от него находится горнолыжный курорт Шанрус.

## География
Озеро Ашар находится на высоте 1917 м в котловине ледникового происхождения и даёт исток небольшой реке Арсель, которая к югу впадает в Романш.
Озеро вытянуто по направлению север-юг, состоит из двух бассейнов, один из которых больше, чем другой. Между ними располагается сужение береговых линий.
Ашар питается атмосферными осадками, окружённое влажными лугами и болотами. Растительность около береговой линии состоит из альпийских лугов и хвойных деревьев. В окружении возвышаются крутые осыпи и высокие скалы свыше 2000 метров, например, Круа-дё-Шанрусс на севере и другие. Между их вершинами и горнолыжным курортом проложены горнолыжные подъёмники.
Плато озера Ашар находится под региональной защитой провинции Овернь — Рона — Альпы.

## Туризм
К озеру Ашар проложено несколько пешеходных троп, которые представляют собой популярные подъёмы из горнолыжного курорта.